# Culture Shay
La culture Shay est une culture archéologique associée à une société païenne des hauts plateaux abyssins, datée entre les Xe et XIVe siècles, dans l'Éthiopie actuelle. Les tumulus, dolmens et hypogées fouillés présentent un riche mobilier archéologique, constitué de céramiques, d'armes et d'objets de parures. Les pratiques funéraires se distinguent des communautés voisines chrétiennes et musulmanes et révèle une société élitaire suffisamment importante pour perdurer plusieurs siècles. La culture Shay est un nouveau maillon de l'histoire médiévale éthiopienne.

## Contexte historique
Le VIIe siècle représente un tournant dans l'histoire de la Corne de l'Afrique avec le déclin du royaume d'Aksoum, puissance chrétienne dominante au moment de l'émergence de l'Islam. Cette période de l'histoire, jusqu'au XIIIe siècle, reste méconnue et repose essentiellement sur l'historiographie produite par le clergé médiéval, présentant la fiction d'un royaume gouverné par la même dynastie depuis les rois aksoumites. Ce récit, élaboré dans le contexte de légitimation de la dynastie salomonide, efface ou minimise toute autre structure politique existante. 
Après le VIIe siècle, la tradition présente la continuité d'une dynastie chrétienne en Éthiopie, alors que les sources contemporaines comme l'Histoire des patriarches de l'Église d'Alexandrie laissent plutôt supposer qu'un pouvoir politique chrétien est discontinu. De plus, une importante crise traverse la région par l'intermédiaire de la reine Gudit, peut-être reine du royaume païen de Damot, qui provoque la destruction d'églises et tue le roi d'Aksoum. Entre le début XIe siècle et 1270, la dynastie Zagwé, dont les représentants sont décrits comme des saints ou des usurpateurs par l'historiographie salomonide, exerce son pouvoir sur la région. Des recherches récentes sur cette dynastie mettent en lumière la présence d'importantes communautés musulmanes sur les hauts plateaux éthiopiens.

## Histoire
Le nom Shay désignant cette culture provient d'une rivière aux abords de laquelle ont été repérés les premiers éléments architecturaux de cette culture.
La culture shay présente une très forte homogénéité culturelle dans ses productions et ses pratiques et ce sur une période de plusieurs siècles. Leur occupation territoriale semble pérenne et montre une forte identité culturelle où la disparition des rituels païens s'effectue au cours du XIVe siècle. La tradition céramique perdure quant à elle jusqu'au début du XVe siècle, certaines d'entre elles commencent à porter des croix chrétiennes gravées.
Le contexte de la transformation de la culture Shay ou de son organisation politique est actuellement indéterminé. Le christianisme influence directement cette transformation, cependant l'islam semble absent. Toutefois, la transformation soudaine des pratiques à Meshala Maryam permet d'envisager dans ce cas la conséquence d'un conflit perdu contre le pouvoir chrétien voisin. Cet évènement peut être rapproché des campagnes menées par Amda Seyon Ier contre le royaume païen de Damot au XIVe siècle,.

## Extension géographique
L'extension géographique de cette culture est encore incertaine, mais elle semble être centrée dans la région de Choa et au sud-est de Wello. L'analyse des céramiques permet de supposer une connexion avec les voies commerciales septentrionales de la région.
La zone liée à la culture Shay n'est pas encore convenablement déterminée en l'absence de recherches archéologiques suffisantes. Les sites à l'ouest de l'Éthiopie et dans le Tigré ont fait l'objet de très peu de fouilles, mais ces dernières présentent des céramiques arborant des parures Shay. Certains tumulus étudiés en 1922 dans la région de Harar sont contemporains des périodes Shay et présentent des structures similaires, permettant l'hypothèse d'une culture étendue jusque dans ces régions.

## Fouilles archéologiques
En mars 1999, Francis Anfray, archéologue pour une mission en Éthiopie, découvre à Qopros les restes de structures et de mobilier appartenant à un tumulus récemment pillé. L'attrait d'un archéologue étranger envers ce type de vestiges, réputés localement dissimuler des trésors cachés, risque de provoquer des destructions du site. En conséquence, ces premières fouilles s'effectuent de manière expéditive. De précédentes fouilles effectuées à Meshala Maryam avaient révélé plusieurs monuments tumulaires sans pratiques funéraires avérées. Ces sites font l'objet de fouilles en 1999 et 2001 tandis que le dolmen à couloir de Tatar Gur est fouillé en mars-avril 2000 et livre un riche dépôt funéraire. L'inventaire des tumulus entamé en 2000 est complété en 2007 et une nouvelle mission archéologique est menée à Ketetiya.
La prospection a permis d'identifier un ensemble de 75 tumulus n'ayant pour la plupart pas fait l'objet de fouilles archéologiques et dont une partie appartiennent probablement à la culture Shay. Certains groupements forment des nécropoles.

## Description

### Mégalithes et hypogées
La pratique funéraire des tombes en fosse est pré-aksoumite et se perpétue jusqu'à la fin du XIIIe siècle. Cependant, dans le cadre de la culture Shay, les hypogées témoignent de l'importance de la pratique de l'inhumation collective. Des grottes recèlent également des ossuaires. Ces différents sites funéraires sont ouverts et rebouchés à chaque fois qu'un nouveau corps y est déposé. La morphologie des chambres est circulaire. des mobiliers funéraires accompagnent les défunts : céramiques, parures, outils et armes. À la différence des hypogées, les tumulus sont de grande dimension et sont situés à des emplacement topographiques destinés à être vus de loin.

### Céramiques
La céramique Shay est caractérisée par deux catégories de poterie : l'une arbore des formes carénées d'aspect poli, de teinte gris foncé à noir, avec des décors gravés ; l'autre présente des formes plus claires, plus rondes, avec des décors imprimés et parfois en relief. Le registre typologique présence cinq assemblages céramiques : des « soucoupes volantes », bouteilles carénées, bouteilles globulaires, des cruches et des cruchons.
Les décorations sont fréquentes sur ces céramiques, mais la nature des données archéologiques n'est que funéraire actuellement et permet de s'interroger sur le caractère symbolique de ces poteries dans ce contexte. La coexistence des deux catégories de poteries pourrait indiquer deux usages distincts : l'un provenant du monde profane des vivants, l'autre ayant un usage et caractère sacré.
Les comparaisons effectuées avec des céramiques d'Aksoum ne présentent que peu de lien, ce qui s'explique par l'éloignement géographique. Cependant, des éléments potentiellement Shay peuvent être identifiés au sein de sites d'habitat des VIe et VIIe siècles. Les comparaisons avec les céramiques post-aksoumites ne présentent pas de résultats. Par contre, des rapprochements sont effectués avec les poteries de Matara en Érythrée, dont certaines sont typiquement de culture Shay. Une poterie de type soucoupe volante se trouve dans les réserves du musée national d'Addis-Abeba. Il s'agit toutefois d'un cas isolé qui pourrait être considéré comme le témoin de contacts entre la culture Shay et le royaume d'Aksoum. 

### Ornements
Des perles de verre d'origine indo-pacifique ont été trouvées dans le mobilier funéraire. On en observe une plus grande quantité dans les plus anciens sites que dans les plus récents en raison du pic d'exportation de cette production entre le VIIe et XIe siècles. Plusieurs bijoux ont également été identifiés.